# Phycis
Phycis è un genere di pesci d'acqua salata dell'ordine dei Gadiformes.

## Specie
- Phycis blennoides (Brünnich, 1768)
- Phycis chesteri Goode & Bean, 1878
- Phycis phycis (Linnaeus, 1766)